# Ne nous oubliez pas
Ne nous oubliez pas est une mélodie d'Augusta Holmès composée en 1892.

## Composition
Augusta Holmès compose Ne nous oubliez pas en 1892, sur un texte qu'elle écrit elle-même. Il existe trois versions de la mélodie, une pour contralto en si majeur, une pour mezzo-soprano en ré majeur et une pour soprano en fa majeur. Elle a été publiée par Bourjault Ducoudray en 1892. L'œuvre a aussi été publiée aux éditions Maquet en 1894,.